# Mascara (film)
Pour les articles homonymes, voir Mascara (homonymie).
Pour plus de détails, voir Fiche technique et Distribution.
Mascara est un film belgo-franco-néerlandais et  de Patrick Conrad, sorti en 1987. Ce film est sélectionné dans la Quinzaine des réalisateurs en 1987.

## Fiche technique
- Titre français : Mascara
- Réalisation : Patrick Conrad
- Scénario : Hugo Claus, Patrick Conrad, Pierre Drouot et Susana Rossberg
- Photographie : Gilberto Azevedo
- Montage : Susana Rossberg
- Musique : Egisto Macchi
- Production : Pierre Drouot, Yoram Globus, Menahem Golan, Henry Lange et René Solleveld
- Pays d'origine :  Belgique,  France et  Pays-Bas
- Format : couleur - 35 mm - Mono
- Genre : Thriller
- Durée : 94 minutes
- Date de sortie : 1987

## Distribution
- Charlotte Rampling : Gaby Hart
- Michael Sarrazin : Bert Sanders
- Derek de Lint : Chris Brine
- Jappe Claes : Colonel March
- Herbert Flack : David Hyde
- Harry Cleven : PC
- Serge-Henri Valcke : Harry Wellman
- Romy Haag : Lana
- Eva Robin's : Pepper
- John Van Dreelen : Minister Weinberger
- Norma Christine Deumner : Salome
- Pascale Jean-Louis : Divine
- Alexandra Vandernoot : Euridice

## Distinctions
Ce film est sélectionné dans la Quinzaine des réalisateurs en 1987.